# السويدي (مكيراس)

تعديل مصدري - تعديل

السويدي هي إحدى قرى عزلة مكيراس بمديرية مكيراس التابعة لمحافظة البيضاء، بلغ تعداد سكانها 120 نسمة حسب تعداد اليمن لعام 2004.